# Wim Geerts
Wim (W.J.P.) Geerts (10 augustus 1963) is een Nederlands ambtenaar en diplomaat.

## Loopbaan
Na het Dongemond College (middelbare school in Raamsdonksveer) studeerde Geerts aan het Boston College en de Radboud Universiteit Nijmegen, waarna hij in 1986 in Nijmegen afstudeerde in Engelse Taal en Cultuur en Mensenrechten. Vervolgens werkte hij twee jaar als docent Engels, voor hij als ambtenaar ging werken bij het ministerie van Buitenlandse Zaken. Daar zou hij onder meer worden gedetacheerd in Singapore. In 1995 maakte hij de overstap naar het ministerie van Algemene Zaken, waar hij zeven jaar raadsadviseur voor defensie was. Vervolgens was hij van 2002 tot 2006 hoofd van de missie op de Nederlandse ambassade in Washington D.C. en plaatsvervangend directeur-generaal op het ministerie van Buitenlandse Zaken in Den Haag.
In 2008 werd Geerts benoemd tot ambassadeur te Ottawa, Canada. Na vijf jaar keerde hij terug als directeur-generaal politieke zaken op Buitenlandse Zaken, waarna hij in 2016 werd benoemd tot secretaris-generaal op het ministerie van Defensie, waar hij Erik Akerboom opvolgde.
Geerts is getrouwd en heeft twee dochters. Tijdens zijn loopbaan op het ministerie van Buitenlandse Zaken werd hij gekarakteriseerd als een 'typische diplomaat' en als 'bescheiden'. Van 2019 tot medio 2023 was hij ambassadeur te Beijing (China). Sinds september 2023 is hij ambassadeur mensenrechten in Den Haag.

## Voetnoten en referenties
1. 1 2  Drs. W.J.P. (Wim) Geerts. www.parlement.com. Geraadpleegd op 21 juni 2017.
2. 1 2  Louis Hoeks; Frits Conijn, Montere puinruimer in dienst van de koning. fd.nl. Geraadpleegd op 21 juni 2017.
3. ↑  Wim Geerts, Profiel Wim Geerts. LinkedIn. Geraadpleegd op 21 juni 2017.
4. 1 2 3  (en) Wim Geerts, 'Je kunt altijd een verschil maken' - Dutch Diplo Talk. Dutch Diplo Talk (15 december 2014). Geraadpleegd op 21 juni 2017.
5. ↑  Ministerie van Defensie, Nieuwe secretaris-generaal Defensie Wim Geerts: “je kunt altijd het verschil maken”[dode link]. www.defensie.nl. Geraadpleegd op 21 juni 2017.
6. ↑  Ministerie van Defensie, Secretaris-generaal Wim Geerts ambassadeur in China - Nieuwsbericht - Defensie.nl. www.defensie.nl (21 december 2018). Gearchiveerd op 22 oktober 2019. Geraadpleegd op 22 oktober 2019.